# Collegium Illustrissimum Hermandad
Het Collegium Illustrissimum Hermandad (of het Collegium) is het oudste studentendispuut verbonden aan de Utrechtse studentenvereniging Unitas Studiosorum Rheno-Traiectina. Het dispuut bewaakt binnen de vereniging de orde en het protocol tijdens protocollaire gelegenheden als de Algemene Ledenvergadering, de plechtige inauguratie van nieuwe leden en het novitiaat. Daarnaast begeleiden de ordecommissarissen van het Collegium de senaat van Unitas S.R. bij officiële gelegenheden. Buiten de vereniging begeleidt het Collegium plechtigheden als de ceremoniële opening van het academisch jaar van de Universiteit Utrecht, uitreikingen van eredoctoraten en leerstoelbenoemingen (bijvoorbeeld het eredoctoraat van Juan Carlos in 2001 en de benoeming van Professor S. Mansoob Murshed op de Prins Clausleerstoel in 2003).
Het ordecommissariaat is zo oud als de groeperingen die eind 19e eeuw geleid hebben tot de oprichting van Unitas S.R. (1911): Forsete Wara (1879), Het Utrechtsche Studenten Bond (1884) en De Utrechtsche Studenten Bond (1895). Het ordecommissariaat zoals dat vandaag de dag door het Collegium Illustrissimum Hermandad wordt ingevuld is in de periode 1946-1949 vormgegeven door Daniël de Moulin. De Tweede Wereldoorlog had een gat geslagen in het collectieve geheugen van de vereniging en De Moulin besloot daarop de werkwijze van het ordecommissariaat voor de oorlog op papier vast te leggen. Het Collegium voert sindsdien zijn ordecommissaristaken uit onder leiding van de Praefect, tevens Orde-Praefect van Unitas S.R. In de loop van de jaren is het ledenbestand uitgegroeid tot circa 250 mannelijke leden.